# ヒマラヤン・アート・リソーシズ
ヒマラヤン・アート・リソーシズ（英語: Himarayan Art Resources、略称HAR）はヒマラヤ地方とチベットの芸術の分類・展示を行っているヴァーチャル・ミュージアム（仮想美術館）。世界中の美術館や大学、個人のコレクションから集めた、絵画や彫刻、織物、祭具、壁画などの画像をカタログ化し、展示している。このウェブサイトは、ニューヨークシティにあるルービン美術館によって運営されている。

## 歴史

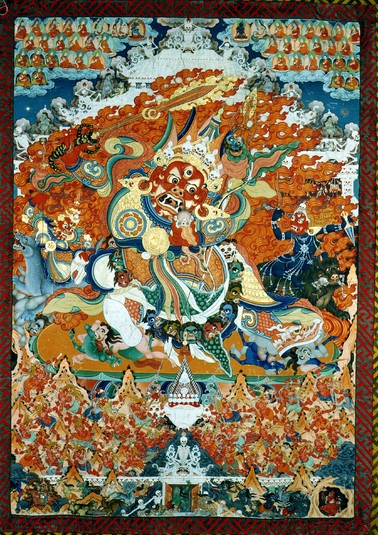
ベグツェ・ダルマパーラ像　この画像は、モンゴルのザナバザル美術館に収蔵されている作品が、ヒマラヤン・アート・リソーシズを通じてウィキメディア・コモンズにアップロードされたものである。

ヒマラヤン・アート・リソーシズ（以下HAR）は、チベット・アート・プロジェクトという名前で、デジタルライブラリーとして活動を開始した。このサイトは、1997年にシェリー＆ドナルド・ルービン財団の資金援助を受け、ヒマラヤ美術の教育・研究用データベースとして開設された。1998年以降、ヒマラヤ美術、及びチベット美術研究家・キュレーターのジェフ・ワットがHARのディレクターと主席キュレーターを務めている。
2013年の段階で、このサイトは公的・私的コレクションから45,000件以上の画像を所蔵している。2018年にはさらに倍増し、約1000以上のコレクションやレポジトリからの画像を掲載している。
HARは、ヒマラヤ美術研究家に学術的な目的で利用されている。また、このサイトでは、何百もの資料が、教育・解釈目的の利用に許可されている。これらの資料には、ユーザーがサイト上の資料を閲覧するのに役立つカリキュラム、エッセイ、用語集、組織概要などが含まれている。